# 五国同盟
五国同盟（ごこくどうめい、Quintuple Alliance）とは、1815年に成立した四国同盟にフランスが加わって成立した軍事同盟。1818年におけるアーヘン会議によってフランスの参加が認められた。

## 概要
1815年11月、イギリス・オーストリア・プロイセン・ロシアの四国によって結成された四国同盟（Quadruple Alliance）が母体となっている。
フランス革命の再発防止・ヨーロッパの秩序安定のために連携し、場合によっては武力行使も辞さないことが定められた。君主間の同盟としては神聖同盟が既に結成されていたが、こちらは君主間の精神的盟約にとどまり実際の政治的拘束力が弱かったため、それを補完する役割も果たした。
ウィーン体制発足当初、革命再発を恐れた上記四国は、フランスに軍を駐留させていた。しかし、フランスにおける復古王政が安定に向かうと、1818年にエクス・ラ・シャペル（独・アーヘン）で四国とフランスが集まり、四国同盟を拡大した五国同盟が結成された。
五国同盟は定期的に会議を設け、1820年にはトロッパウ（チェコのオパヴァ）、1821年にはライバッハ（スロヴェニアのリュブリャナ）、1822年にはヴェローナにおいて、ヨーロッパの秩序安定にむけての話し合いが行われた。
1820年におけるトロッパウの会議決定で、ナポリで起こっていたカルボナリ蜂起への対処が、1822年におけるヴェローナの会議決定で、スペイン立憲革命への干渉が決定された。しかし、イギリスはこのヴェローナの会議でスペイン立憲革命への干渉を反対しており、五国の足並みが揃わなくなり、同盟は事実上崩壊した。